# Ichthyaetus
Ichthyaetus es un género de aves Charadriiformes de la familia Laridae.  Las especies de este género son conocidas vulgarmente con el nombre de gaviotas o palomas de agua.  

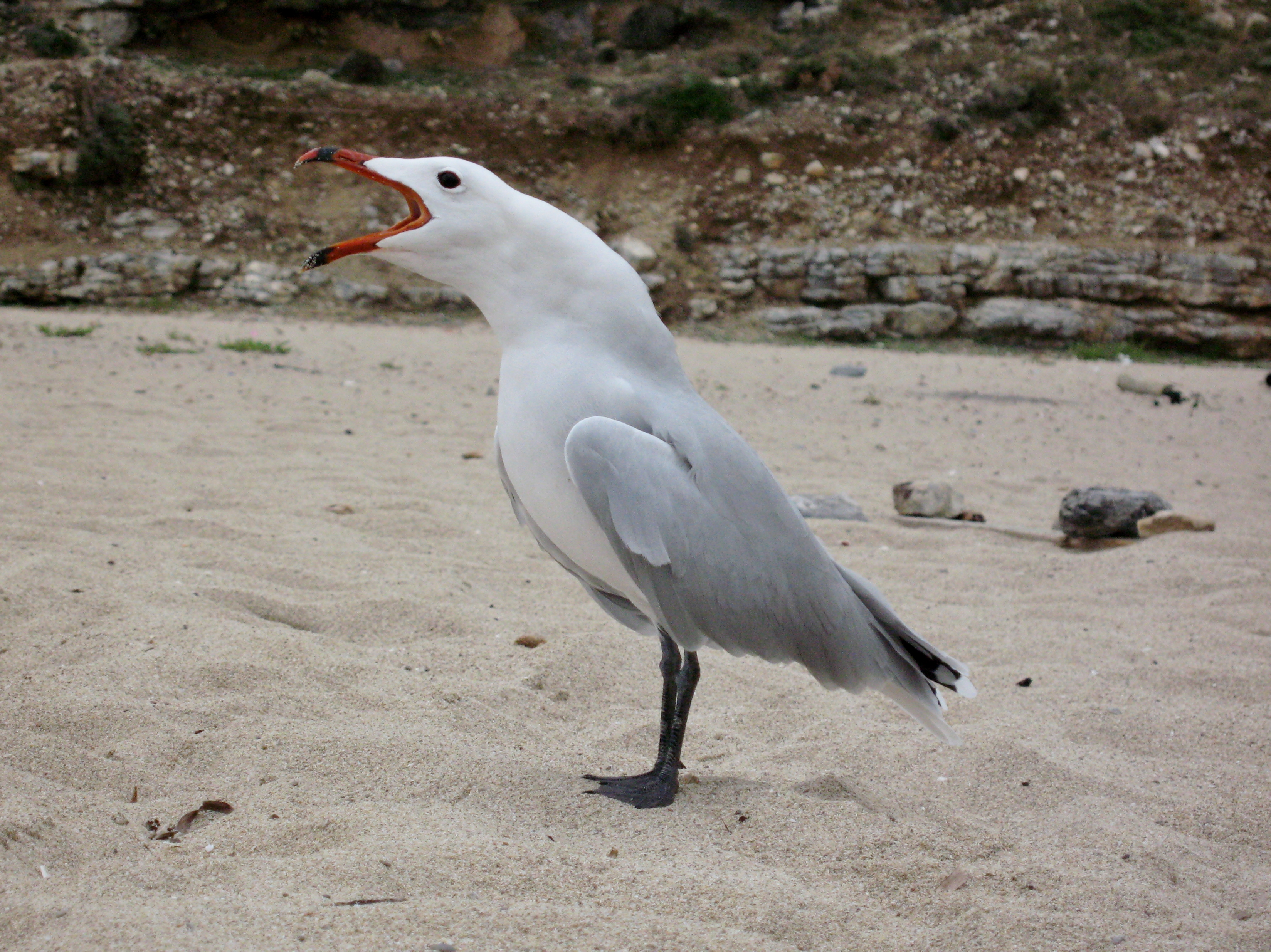
Gaviota de Audouin (Ichthyaetus audouinii).

## Taxonomía
Este género fue descrito originalmente por el naturalista alemán Johann Jakob Kaup en el año 1829. 

### Especies
Hasta comienzos del siglo XXI a sus especies se las incluía en el género Larus, pero fue propuesto que varios de los subgéneros que componían Larus fueran ascendidos a la categoría de géneros válidos, propuesta que fue aceptada por el Congreso Ornitológico Internacional.
Este género se subdivide en 6 especies: 
- Ichthyaetus leucophthalmus (Temminck, 1825) - Gaviota ojiblanca
- Ichthyaetus hemprichii (Bruch, 1853) - Gaviota cejiblanca
- Ichthyaetus ichthyaetus (Pallas, 1773) - Gavión cabecinegro
- Ichthyaetus audouinii (Payraudeau, 1826) - Gaviota de Audouin
- Ichthyaetus melanocephalus (Temminck, 1820) - Gaviota cabecinegra
- Ichthyaetus relictus (Lonnberg, 1931) - Gaviota relicta
- Ichthyaetus wumizusume (Lonnberg, 1931) - Gaviota de ojos amarillos